# Claude-François Rostain
Claude-François Rostain (* 16. Dezember 1916 in Ria-Sirach; † 10. Februar 2015 in Cahors) war ein französischer Diplomat.

## Leben
Claude-François Rostain besuchte das Collège Saint-Joseph in Avignon, anschließend die École nationale de la France d’outre-mer und studierte Rechtswissenschaft in Paris.
Rostain war von 1966 bis 1968 französischer Botschafter in Lomé in Togo. Die französische Afrikapolitik war im Verlauf der 1960er-Jahre geprägt von einem Disengagement. Die Official Development Assistance sank von 1960: 1,38 auf 1968: 0,67 % des französischen Bruttonationaleinkommens. Als französischer Botschafter in Togo verkündete Rostain in der Nacht vom 12. auf den 13. Januar 1967 die Nachricht vom Rücktritt des Präsidenten Nicolas Grunitzky und die Machtübernahme von Étienne Eyadéma im Einklang mit Grunitzky.
Von 1970 bis 1972 war Rostain französischer Botschafter in Niamey in Niger. Dort hatten französische Unternehmen umfangreiche Uranerzvorkommen prospektiert, erschlossen und Aufbereitungsanlagen zu Yellowcake erstellt. Im Vorfeld der ersten Ölkrise 1973 suchte die Regierung des Niger Souveränität über das auf ihrem Territorium abgebaute Uran zu erlangen und strebte eine Kündigung des Verteidigungsabkommens mit Frankreich an. Vor dem Hintergrund dieser Interessenunterschiede fand Anfang 1970 eine Konferenz von 200 Delegierten aus 34 Ländern der Frankophonie in Niamey statt. Ziel war die Gründung eines gemeinsamen Büro zur kulturellen und technischen Zusammenarbeit.
Im Januar 1972 besuchte Georges Pompidou Hamani Diori in Niamey. Zu seinen Erklärungen gehörte die Behauptung, Frankreich würde seine Hilfe und Freundschaft keinem Staat aufzwingen. Im April 1972 reiste Claude-François Rostain kommentarlos aus dem Niger ab. Paris entsandte Paul-Henri Gaschignard als neuen Botschafter, der am 28. März 1973 ein Abkommen mit Hamani Diori unterzeichnete. Am 15. April 1974 wurde Hamani Diori von Seyni Kountché abgesetzt. Claude-François Rostain war anschließend als Afrika-Berater (Monsieur Afrique) des französischen Präsidenten im Gespräch. Vom 11. Dezember 1972 bis 1977 war er Viguier (Vogt) von Andorra.